# 미즈나가 쇼마
미즈나가 쇼마(일본어: 水永 翔馬, 1985년 5월 22일 ~ )는 일본의 전 축구 선수이다.

## 구단 경력
그는 2013년부터 2021년까지 J리그의 V-파렌 나가사키, 츠바이겐 가나자와, 기라반츠 기타큐슈, 테게바자로 미야자키에서 활동하였다.